# Меленки
Ме́ленки — город (с 1778) в России, административный центр Меленковского округа Владимирской области, образует муниципальное образование городское поселение город Меленки.
Население — 13 407 чел. (2021).
Образует одноимённое муниципальное образование город Меленки со статусом городского поселения как единственный населённый пункт в его составе.

## География
Город расположен в восточной части Мещёрской низменности, на реке Унжа (приток Оки), на автомобильной дороге Муром — Тамбов, в 22 км к югу по закрытой однопутной ветке от железнодорожной станции Бутылицы (линия Муром — Куровское). По автодороге в 39 км от Мурома и в 150 км от областного центра Владимира.

## Этимология
Название Меленки связывают с наличием в селении мельниц (что было отражено в гербе города), другая версия происхождения названия — расположение селения на реке Меленка (от мелкая).

## История
Село Рогожино, находившееся на месте нынешнего города, входило в XVIII веке в состав дворцовой Унженской волости. Село получило свое название от основного промысла жителей, плетение рогож для многих видов крестьянской надобности. Сырья было предостаточно,- это изобилие липовых рощ. Волость в документах начала XVIII столетия называется новопоселебной волостью. Так называются и деревни, входившие в состав её и расположенные по течению реки Унжи. Таким образом, селение образовалось в конце XVII столетия, поэтому оно отсутствует в писцовых книгах Муромского уезда, Унженского стана за 1627-29 годы и в окладных книгах Рязанской епархии за 1676 год. Также там отсутствуют и другие деревни Унженской волости.
Однако существует предание, что в 1463 году переселенцы из разорённой татарами Костромы основали на берегу речки Унжи село Приклон, а потом, с увеличением населения, выделилось из него селение Меленки. Это предание никакими документальными свидетельствами не подтверждается, хотя в пользу него может говорить существование в Костромской области реки Унжи и селения Меленки.
Позднее село Рогожино получило название Веретево, а в 1709 году в селе был построен Покровский собор, вследствии чего в 1778 году село получало статус города и стало называться город Меленки. Население Меленок в тот момент составляло 30 дворов. В 1778 году дворцовое село Меленки при разделении Владимирской губернии на уезды получило статус уездного города, а населявшие его крестьяне Главного дворцового ведомства были переписаны в мещане. Будучи уездным городом, Меленки отличались весьма малыми размерами, ещё в начале XIX века в городе действовала всего одна церковь — трёхприходная Покровская, прихожанами которой к тому же были не только горожане, но и крестьяне окрестных деревень.
Число жителей в эпоху отмены крепостного права (1859-1863 гг.) составляло 4736 человек, дворов 618.
Жителей к 1 января 1896 года 6843 (3196 мужчин и 3647 женщин). Православных 6562, раскольников 136, протестантов 8, католиков 22, евреев 53, прочих исповеданий 66. Дворян 86, духовного сословия 15, почётных граждан и купцов 761, мещан 4842, крестьян 1112, прочих сословий 31. С прилегающим к нему выгоном город занимает 134 десятины. Церквей в городе было три, все каменные; Покровский собор, построен в 1709 году, имеющий три престола: в честь Покрова Божией Матери (главный престол), Архангела Михаила и Ильи-пророка); кладбищенская церковь, построенная в 1797 году, в которой один престол в честь Всех святых и Никольская бесприходная церковь построенная в 1871—1879 годах, имеющая три престола: в честь Николая Чудотворца (главный престол), Алексея митрополита и Симеона Столпника. Мужские училища городское 3-классное и приходское, женское приходское и церковно-приходская школа. Богадельня, земская больница на 45 кроватей, фабричная больница на 22 кровати, аптека, частная библиотека, 1 типография. 1 кожевенный завод — 600 руб. производства, 7 маслобоен — 3942 руб., 1 бумаготкацкая фабрика, с 1065 рабочими — 1081230 руб., 2 полотняных, с 1820 рабочими — 1541703 руб., 1 отбельная — 52787 руб., 1 чугуноплавильный завод — 6450 руб. Главный предмет занятий жителей — покупка, обработка и сбыт льна. В конце XIX века Меленки были центром всего уезда по льняной торговле.
20 августа 1855 года в городе произошел сильный пожар, уничтоживший 1/5 города в том числе и городские архивы, в которых хранилась летопись города.
За годы Советской власти в Меленках все церкви были сначала закрыты, а чуть позднее, ещё до войны, разрушены-уничтожены. На месте Покровского собора был поставлен памятник Ленину, а вокруг него устроен городской парк. На месте Никольской церкви был построен кинотеатр «Юность», на месте храма Всех святых устроены кладбищенские захоронения. Сохранилась лишь колокольня от храма Всех святых, которую в годы Советской власти использовали как пожарную вышку.
Распоряжением Правительства РФ от 29 июля 2014 года № 1398-р «Об утверждении перечня моногородов» город включён в категорию «Монопрофильные муниципальные образования Российской Федерации (моногорода), в которых имеются риски ухудшения социально-экономического положения». Сейчас город активно развивается в 2023 году был благоустроен Хорохоновский проспект. 

## Население
| 1784    | 1856    | 1859    | 1870    | 1896    | 1897    | 1913    | 1920    | 1923    | 1926    | 1931    | 1939    |
| ------- | ------- | ------- | ------- | ------- | ------- | ------- | ------- | ------- | ------- | ------- | ------- |
| 1449    | ↗4600   | ↗4736   | ↗5597   | ↗6843   | ↗8909   | ↗10 300 | ↘7841   | ↗8736   | ↗10 820 | ↗11 800 | ↗15 640 |
| 1959    | 1967    | 1970    | 1979    | 1989    | 1992    | 1998    | 2000    | 2001    | 2002    | 2003    | 2005    |
| ↗17 462 | ↗18 000 | ↗18 545 | ↘18 080 | ↗18 340 | ↘18 300 | ↘17 900 | ↘17 600 | ↘17 500 | ↘16 344 | ↘16 300 | ↘15 900 |
| 2006    | 2008    | 2009    | 2010    | 2011    | 2012    | 2013    | 2014    | 2015    | 2016    | 2017    | 2018    |
| ↘15 700 | ↘15 300 | ↘15 245 | ↘15 206 | ↘15 140 | ↘14 905 | ↘14 711 | ↘14 490 | ↘14 302 | ↘14 190 | ↘14 013 | ↘13 789 |
| 2019    | 2020    | 2021    |         |         |         |         |         |         |         |         |         |
| ↘13 623 | ↘13 474 | ↘13 407 |         |         |         |         |         |         |         |         |         |

На 1 января 2025 года по численности населения город находился на 836-м месте из 1124 городов Российской Федерации.
Национальный состав
По итогам переписи населения 2020 года проживали следующие национальности (национальности менее 0,1 % и другое, см. в сноске к строке «Другие»):
| Национальность | Численность, чел. | Доля     |
| -------------- | ----------------- | -------- |
| Русские        | 12 857            | 95,91 %  |
| Узбеки         | 30                | 0,22 %   |
| Молдаване      | 26                | 0,19 %   |
| Марийцы        | 18                | 0,13 %   |
| Татары         | 14                | 0,10 %   |
| Другие         | 462               | 3,45 %   |
| Итого          | 13 407            | 100,00 % |

## Транспорт
Город расположен на автомобильной дороге Р125 Нижний Новгород — Ряжск.
С автостанции Меленки имеется регулярное автобусное сообщение с Москвой, Владимиром, Муромом, Нижним Новгородом, Рязанью и Касимовом.
В городе действуют 3 автобусных маршрута и несколько служб такси.
Ближайшая железнодорожная станция — Бутылицы (22 км).

## Экономика
Основные предприятия города:
- Меленковский филиал Елатомского приборного завода
- Производство цветочных горшков из керамики и бетона
- Меленковский льняной комбинат (ранее был передовым и крупнейшим производителем парусины и брезента в СССР[43][44], в настоящее время закрыт на территории развернуты мощности ООО «Жанетт», где организован выпуск резиновой обуви, спортивного напольного покрытия и автомобильных ковриков. Часть площадей сдаётся в аренду)[45].
- Меленковская швейная фабрика (МФШ) — ведущий производитель спецодежды из брезента.
- Литейно-механический завод.
- Завод по производству консервов.
- Завод по производству хлебобулочных изделий.
- ГУП «Меленковское ДРСУ».
- Несколько деревообрабатывающих предприятий («Меленки-Лес», ООО «Меленковская мебельная фабрика», ООО «Евро-стиль», ООО «Меленковский районный промышленный комбинат», ООО «Меленкипромлес»).
- Сельхозпредприятие ООО «Меленки».

По воскресеньям с 9 ч. до 14 ч. по всему центру города разворачивается вещевой рынок, который уходит корнями к вековой городской традиции: меленковская ярмарка.
В районе ранее действовала добыча торфа.
В деревне Коровино близ Меленок — художественный гончарный промысел.

## Образование, культура и спорт

### Образование
Дошкольные образовательные учреждения
- В Меленках действуют 7детских садов.

Средние общеобразовательные учреждения
- В городе работают 4 школы.
- 1 специальная (коррекционная) общеобразовательная школа-интернат г. Меленки[46].

Учреждения дополнительного образования
- В городе работает МБУ ДО «ДЮСШ», которая оказывает бесплатные образовательные услуги по лыжному спорту и шахматам[47].
- МБУ ДО «Центр внешкольной работы».
- МБУ ДО «Детская школа искусств», оказывает образовательные услуги по музыкальным специальностям и изобразительному искусству.

Учреждение начального профессионального образования
- «Профессиональное училище № 34», прозванное в народе «Мухоедка».

### Культура и досуг
В центре города расположен городской парк, который был расширен и благоустроен в рамках проекта «формирование комфортной городской среды». В Меленках работают: городской Дом Культуры; краеведческий музей и музей воинской славы; городская библиотека; координационно-методический центр культуры и народного творчества; титулованный исторический клуб России — коллектив дружина ратоборцев «Русичи», который является семикратными чемпионом России по историческому фехтованию в показательных выступлениях; конный клуб «АЛИР»; детский клуб единоборств «Махаян»; кинотеатр; ночной клуб; городская баня; 3 сауны; 3 бильярдных клуба и 3 зимних открытых катка. Уже пять лет подряд в сентябре в г. Меленки проводится праздник «День картошки», единственный фестиваль в России, посвященный этому любимому россиянами продукту.

### Спорт
На территории спортшколы МБУ ДО «ДЮСШ» организован мини-футбол, волейбол, баскетбол и фитнес, а основное направление — шахматы и лыжный спорт. Меленковская ДЮСШ является центром тестирования норм ГТО.
В городе работает МАУ МФОК «Черёмушки» с секциями футбола, волейбола, настольного тенниса, пулевой стрельбы, борьбы самбо и дзюдо, авиамоделизма, хоккея, спортивного ориентирования, шейпинга для всех возрастных категорий, а также проводятся занятия для людей с ограниченными возможностями.
В городе построены детская и взрослая свободные фитнес-площадки для занятий под открытым небом.
Имеется частный спортивный комплекс «Олимп» с бильярдной и фитнес-клубом.
В Меленках существует Федерация бильярдного спорта Меленковского района.
В городе три футбольных стадиона. Имеется хоккейная площадка МАУ МФОК «Черёмушки». Ежегодно проходят чемпионаты района: сезонные соревнования по футболу и футзалу в разных возрастных группах.
Перед Днём города проводится Конкурс «АвтоМеленки».
Ежегодно в начале марта проводятся районные соревнования по рыболовному спорту.
В окрестностях г. Меленки проводятся внедорожные соревнования «Меленковский прорыв».
На территории загородного оздоровительного лагеря «Солнечная поляна» проходили соревнования Первенства России по спортивному ориентированию и областные соревнования по спортивному ориентированию.
Близ заброшенной железнодорожной насыпи оборудована детская трасса для занятия маунтинбайком. В 2020 и 2021 годах в Меленках прошли этапы Кубка Владимирской области по маунтинбайку.
В тёплое время года на насыпи тренируются любители бега, лыжники и любители скандинавской ходьбы, зимой по насыпи проложена лыжня.

### Религия
Свято-Никольский храм
В 1997 году здание кинотеатра было передано в собственность РПЦ с правом переоборудования под культовое учреждение. 14 октября 1997 года Свято-Никольский храм был освящён архиепископом Владимирским и Суздальским Евлогием.
Старообрядческая Церковь Воздвижения Креста Господня
Меленки — крупный старообрядческий центр во Владимирском крае. В 1729 году иеродиакон вязниковского Благовещенского монастыря Пахомий бежал в Меленковские леса, где основал мужской монастырь. В этих же лесах в окружении старообрядческих селений по реке Унже возникает в это же время женский монастырь, который возглавила монахиня Девора из рода Нарышкиных. Именно купцы-старообрядцы Ф. Лукновский, И. Рукавишников открыли в 1733 году на наёмной крестьянской земле в Меленках льноперерабатывающую фабрику. В 1999 году местной Меленковской старообрядческой общине передано здание детского сада, одно из помещений которого переоборудовано под храм. 28 марта храм освящён митрополитом Алимпием во имя Воздвижения Честного Креста. В 2008 году при содействии местной городской администрации разработан проект храма. Близ ныне действующей заложена новая каменная церковь. 20 июня 2010 года митрополит Корнилий совершил чин основания храма.
Церковь Всех Святых
Молебенный дом баптистов

## Достопримечательности
- Сохранилась колокольня (1878 г).
- Дом Конюховых в Меленках — памятник гражданского строительства, двухэтажный каменный купеческий дом конца XIX века, декор парадного фасада которого выдержан в неорусском стиле.
- В окрестностях Меленок — Меленковский комплексный заказник[57], Окский береговой ботанический заказник (на востоке района), близ посёлка Хольковского — старинный усадебный парк.
- К югу от города находится старая насыпь длиной 4,5 км, по которой планировалось проложить железную дорогу, но строительство не было завершено[58]. В парке города Меленки находится здания МБОУ СОШ №1 имени Героя Советского Союза Каманина Н.П(построена в 1908 году)

## СМИ
Радио
- УКВ 2, 92,7 MHz, H, Радио России / ГТРК Владимир
- УКВ2, 100,3 MHz, H, Новое Радио

Возможен приём других радиовещательных станций в том числе в импульсно двоичной кодировке, спутникового ТВ и радиовещания.
Газета
«Коммунар» (издается с 1931 г).
Два раза в неделю в городе выходят тиражированные выпуски районо-городской газеты «Коммунар». На сайте издания все выпуски газеты доступны и в онлайн.

## Сотовая связь
На территории Меленок действуют операторы сотовой связи:
- «Билайн»
- «МегаФон»
- «МТС»
- «TELE2»
- «YOTA».

## Городская топонимия
Микрорайоны
Отдельные части города имеют неофициальные народные названия, двигаясь с севера на юг и с запада на восток: Святой Ключ, Кирпичики, Черемушки, Бахор; Леспромхоз, Шанхай, Фабричный, Центр, При́зыв; Сельхозтехника, Старая фабрика, Пески, Салотопка.
Река Унжа разделяет город на западную и восточную части города.
Площади
Городская площадь и площадь ДК имени Ленина, которая является геометрическим центром города.

## Известные люди, связанные с городом
- Каманин, Николай Петрович — лётчик, один из первой семёрки Героев Советского Союза (1934), генерал-полковник, участник экспедиции по спасению экипажа и пассажиров парохода «Челюскин», участник Советско-финской и Великой Отечественной войн, участник Парада Победы на Красной площади (1945), первый руководитель подготовки советских космонавтов. Представитель Земли в первой в истории шахматной партии «Космос — Земля» (1970)[60]. Родился и окончил среднюю школу в Меленках.
- Кознов, Борис Ильич — военачальник, генерал-майор, участник Советско-финской и Великой Отечественной войн. Герой Советского Союза (1945).
- Лебедев-Полянский, Павел Иванович — литературовед и критик.
- Священномученик Серафим (Звездинский), епископ Русской православной церкви. Жил в городе в 1927—1932 до своего ареста.
- Розанова, Ольга Владимировна (1886—1918) — художница-авангардистка, работавшая в стиле супрематизма, неопримитивизма и кубофутуризма. Родилась в Меленках 21 июня 1886 года.
- Якунин, Владимир Иванович — президент ОАО «Российские железные дороги», одной из крупнейших в мире транспортных компаний, родился в Меленках в 1948 году.
- Овсянкин, Сергей Анатольевич — спортсмен-тяжелоатлет, серебряный призёр чемпионата Европы по гиревому спорту, рекордсмен Книги рекордов Гиннесса (родился 14 июня 1959 года в Меленках)[61].